# Leo McCarey
Thomas Leo McCarey (3. oktober 1898 – 5. juli 1969) var en amerikansk Oscar-vindende filminstruktør, manuskriptforfatter og filmproducent. I løbet af sit liv var han involveret i cirka 200 film, mange af dem komedier. Den franske instruktør Jean Renoir udtalte en gang at der ikke fandtes nogen filminstruktør i Hollywood som forstod folk bedre end Leo McCarey.

## Biografi
McCarey begyndte sin filmkarriere som assisterende filminstruktør til Tod Browning i 1920, men hans færdigheder kom først frem i Hal Roachs filmselskab, Hal Roach Studio, ved slutningen af 1920'erne. Han blev ansat af Roach i 1923 da han skrev vitser for Our Gang-serien og for andre filmstjerner. Derefter producerede og instruerede han kortfilm, inkluderet en serie med opfindsomme og løsslupne to-rullere med Charley Chase. Det var hos Roach at McCarey sammensatte Stan Laurel & Oliver Hardy til "Laurel & Hardy" (dansk "Gøg og Gokke") for første gang, og dermed skabte en af de mest varige komikerduoer gennem tiden. Hans eneste officielle kreditering som instruktør var We Faw Down (1928), Liberty (1929) og Wrong Again (1929), men han skrev også mange filmmanuskripter. I løbet af 1929 blev han vicepræsident for produktionen for hele filmselskabet.
Da lydfilmen revolutionerede filmindustrien gik McCarey over til at instruere helaftens spillefilm med mange af de største komiske talenter i samtiden, inkluderet Eddie Cantor i Tag tyren ved hornene, Eddie, 1932; Marx Brothers i En tosset diktator, 1933; W.C. Fields i Six of a Kind, 1934; Mae West i Belle of the Nineties, 1934; og Harold Lloyd i Mælkevejen, 1936. Han vandt sin første Oscar for bedste instruktør for Den frygtelige sandhed fra 1937, med Cary Grant og Irene Dunne.
Udover hans forkærlighed for komedie var McCarey en hengiven katolik og dybt engageret i sociale sager. I løbet af 1940'erne ændrede hans filmarbejde sig i en mere alvorlig retning. McCarey var optaget af de kampe som endnu ikke var kæmpet for menneskelig værdighed efter at 2. verdenskrig var vundet. I 1944 færdiggjorde han Går du min vej?, en fortælling om en ungdommelig og foretagsom præst, Chuck O'Malley, spillet af Bing Crosby. Han blev belønnet med sin anden Oscar for bedste instruktion for indsatsen. McCareys andel af overskuddet fra denne kassesucces gav ham den højeste rapporterede indtægt i USA for året 1944. Opfølgeren, Sct. Mary's klokker (1945), som blev produceret af McCareys eget filmproduktionsselskab, var tilsvarende succesfuld.
Efter Koreakrigen reagerede tilskuerne derimod negativt til en del af hans film, eksempelvis den anti-kommunistiske film Min søn John (1952) som tiltrak sig få publikummer. Fem år senere var han derimod tilbage på toppen som medforfatter, producent, og instruktør af Romantik om bord, en klassisk romantisk komedie med Cary Grant og Deborah Kerr. Han opfulgte denne succes med Ned med nakken, mine herrer (1958), en komedie med Paul Newman og Joanne Woodward. Nogen år senere instruerede han sin sidste film, den dårlig modtagne Satan Never Sleeps (1962). 
McCarey døde den 5. juli 1969 af lungeemfysem, og blev begravet på kirkegården Holy Cross Cemetery i Culver City i Californien. Han har fået en stjerne på Hollywood Walk of Fame.